# Igreja de São João Batista (Ampoigné)
A Igreja de SãO João Batista (em francês:  Église Saint-Jean-Baptiste d'Ampoigné) é uma pequena igreja católica situada no território da comuna de Prée-d'Anjou, no departamento de Mayenne. É a igreja paroquial do bairro d'Ampoigné.

## História
A igreja fica no bairro de Ampoigné, na encruzilhada das ruas 114 e 274. Està ao lado da praça Antoine de La Garanderie. 
Os contrafortes são em arenito verlmelho. 